# Roturas
Pour l’article homonyme, voir Roturas de Cabañas.
Roturas est une commune de la province de Valladolid dans la communauté autonome de Castille-et-León en Espagne.

## Économie
Cette localité est vinicole, et fait partie de l'AOC Ribera del Duero.

## Sites et patrimoine
L'édifice le plus caractéristique de la commune est l'église San Esteban.

Église San Esteban
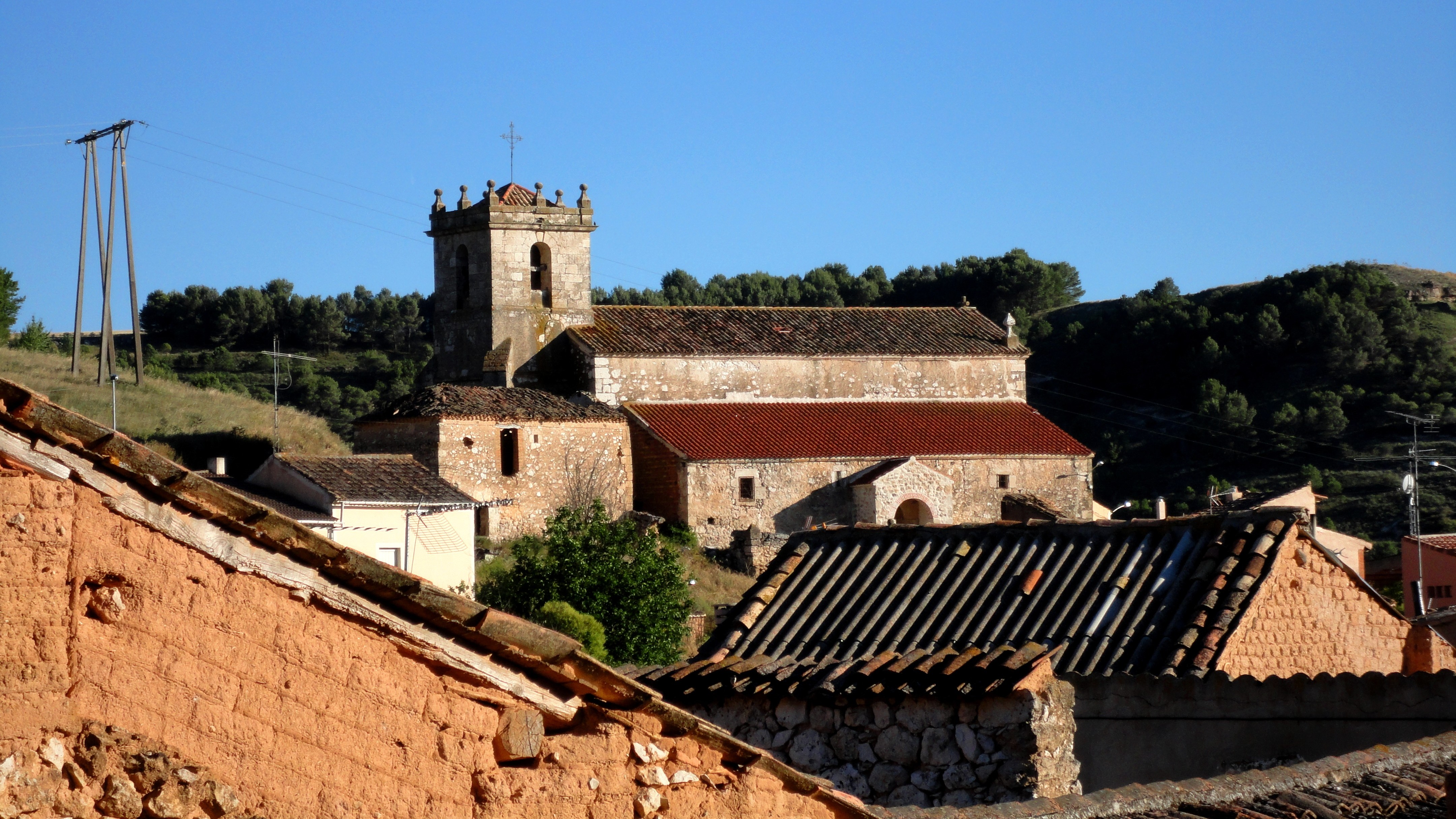
Église San Esteban.
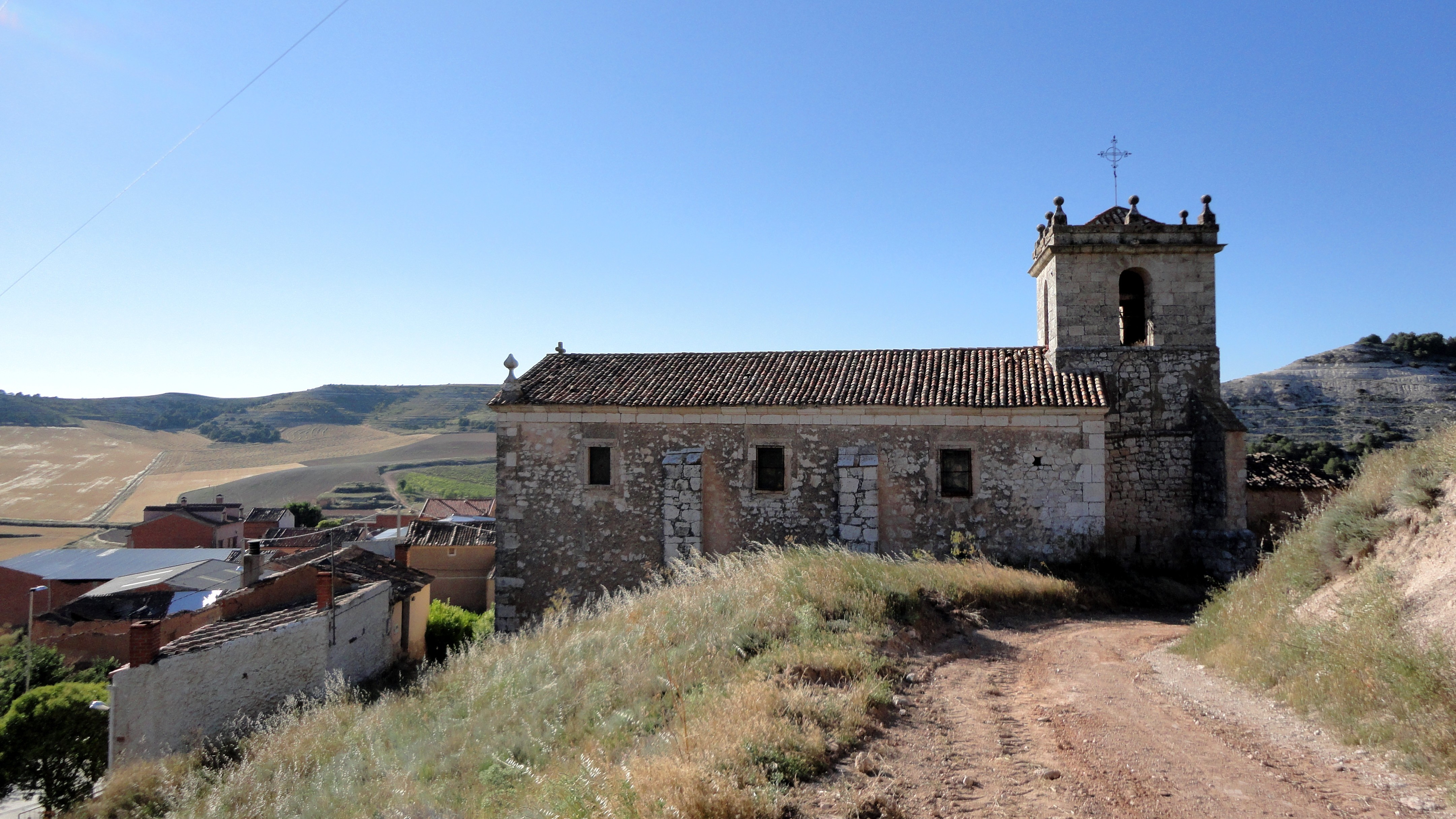
Église San Esteban.
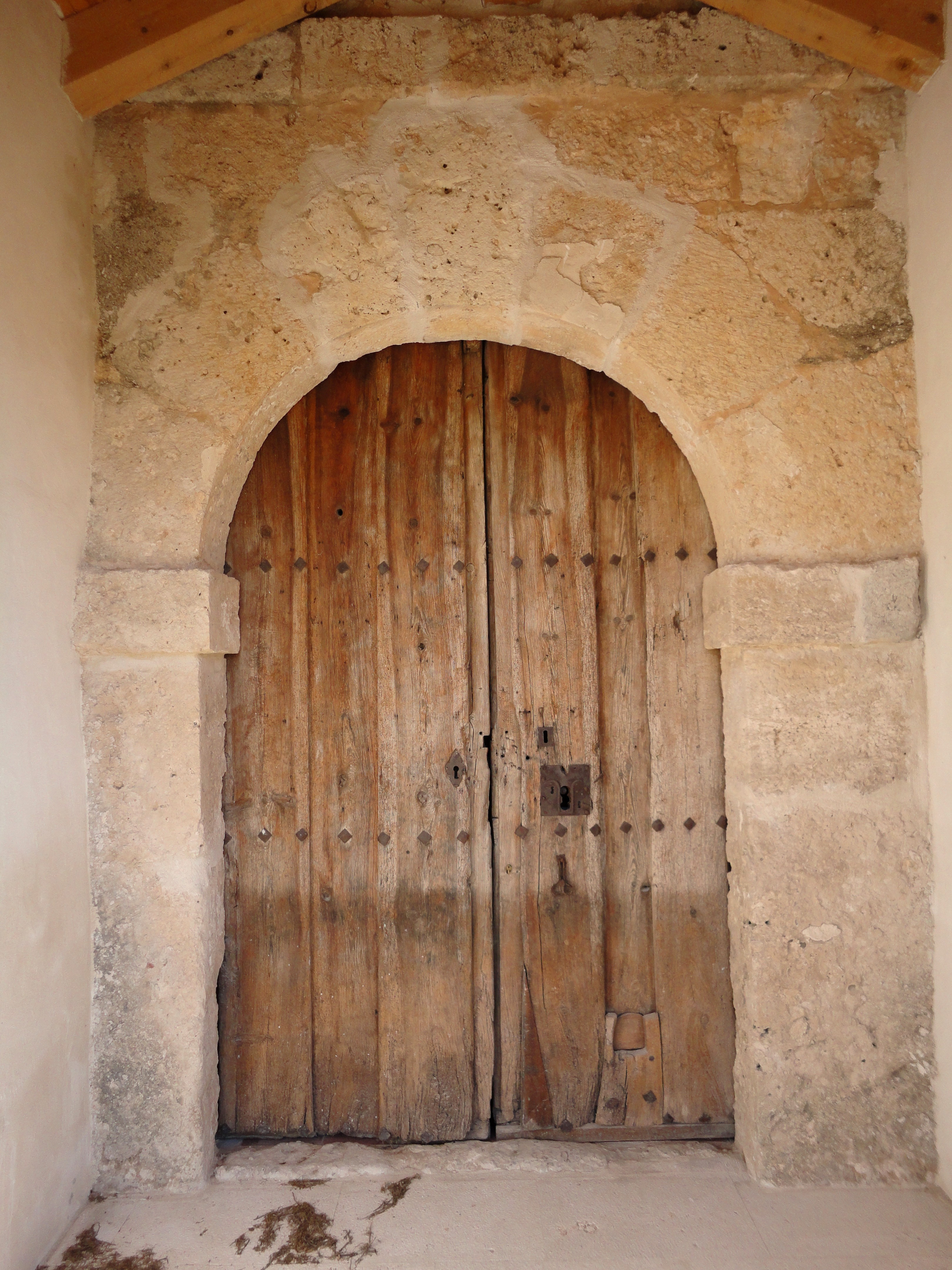
Porte de l'église.